# G.Virapur, Yelbarga
G.Virapur là một làng thuộc tehsil Yelbarga, huyện Koppal, bang Karnataka, Ấn Độ.